# Stary Wielisław
Stary Wielisław est une localité polonaise de la gmina et du powiat de Kłodzko en voïvodie de Basse-Silésie.
Elle est connue pour son église Sainte-Catherine, également sanctuaire Notre-Dame-des-Douleurs, reconnue sanctuaire international par l’Église catholique depuis 2001.